# 細川興里
細川 興里（ほそかわ おきさと）は、肥後国宇土藩の第4代藩主。

## 生涯
第3代藩主・細川興生の長男。母は児玉氏（了心院）。正室は細川宣紀の娘・清源院。官位は従五位下、大和守。幼名は源次郎。
享保20年（1735年）11月2日、父の隠居により家督を継ぐ。歌人として優れ、『やよいの旅』『海辺秋色』などの紀行文や『百首和歌』などの歌集を多数残している。嗣子がなかったため、死の直前の延享2年（1745年）9月28日、弟の興文を養嗣子として迎え、10月5日に24歳で死去した。

## 系譜
父母
- 細川興生（父）
- 了心院 - 児玉氏、側室（母）

正室
- 清源院 - 細川宣紀の娘

養子
- 細川興文 - 興生の三男